# Conferència anti-esclavista de Brussel·les de 1889-1890
La Conferència anti-esclavista de Brussel·les va ser un seguit de conferències realitzades entre el 18 de novembre de 1889 i el 2 de juliol de 1890 a Brussel·les per tractar el tema de com acabar amb el tràfic d'esclaus a gran escala.
Aquesta conferència va desembocar en la negociació del primer tractat general per la supressió del comerç d'esclaus a l'Àfrica i la redacció de l'Acta general per la repressió del comerç d'esclaus africans de 1890 (també conegut com l'Acta de Brussel·les), que tot i així va entrar en vigència el 1892; segons Suzanne Miers: "No contenia cap mecanisme per fer complir el què es demanava, ni cobria tots els mètodes existents, inclosos els treballs forçats o contractuals, mitjançant els quals els poders europeus explotaven als africans. En canvi, era d'interès pels poders colonials suprimir els assalts dels esclavistes, el comerç a gran escala i l'exportació d'esclaus, que van acabar quan es van establir les seves administracions. L'esclavitud, per si mateixa, no quedava coberta per l'acta, i va ser tolerada durant molts anys, així com l'intercanvi i el comerç d'esclaus a petita escala, que van mantenir-se en algunes àrees fins que va acabar el domini colonial.
No obstant, la conferència de Brussel·les va portar el comerç d'esclaus a l'atenció pública, i l'acta, tot i que servia als poders colonials, els lligava a acabar amb el tràfic. Els grups humanitaris ho recorden com un triomf, una passa important en la doctrina de la tutela. Els principis assimilats a l'acta van passar després a la Societat de Nacions i, finalment, a les Nacions Unides."